# Seif Eissa
Seif Eissa (in arabo سيف عيسى‎?; 15 giugno 1998) è un taekwondoka egiziano, vincitore della medaglia di bronzo ai Giochi olimpici estivi di Tokyo 2020 negli 80 kg.

## Palamarès
- Giochi olimpici

Tokyo 2020: argento negli 80 kg;
- Giochi asiatici

Brazzaville 2015: argento nei -74 kg;
Rabat 2019: argento nei -74 kg;
- Campionati africani

Porto Said 2016: argento nei -74 kg;
Agadir 2018: bronzo nei -74 kg;
- Giochi del Mediterraneo

Tarragona 2018: argento nei -80 kg;
- Giochi olimpici giovanili

Nanchino 2014: bronzo nei -73 kg;